# Las Palmas, San Jerónimo Coatlán
Las Palmas är en ort i Mexiko.   Den ligger i kommunen San Jerónimo Coatlán och delstaten Oaxaca, i den sydöstra delen av landet, 400 km sydost om huvudstaden Mexico City. Las Palmas ligger 840 meter över havet och antalet invånare är 650.
Terrängen runt Las Palmas är kuperad åt sydost, men åt nordväst är den bergig. Runt Las Palmas är det ganska glesbefolkat, med 23 invånare per kvadratkilometer. Närmaste större samhälle är San Gabriel Mixtepec, 6,0 km sydväst om Las Palmas. I omgivningarna runt Las Palmas växer i huvudsak städsegrön lövskog.